# 灼熱カバディ
『灼熱カバディ』（しゃくねつカバディ）は、武蔵野創による日本の漫画作品で、男子高校生らが部活動でカバディに打ち込む様子を描いたスポーツ漫画である。iOS・Android用漫画アプリ『マンガワン』（小学館）では2015年7月2日より連載され、2024年7月23日に完結した。また、ウェブコミック配信サイト『裏サンデー』（小学館）では1週遅れで連載され、2021年にテレビアニメ化、2022年には舞台化された。

## 概要
『裏サンデー』の第2回（2013年）、第3回（2014年）「連載投稿トーナメント」において2年連続で第4位を獲得した武蔵野創の初連載作品。『マンガワン』と『裏サンデー』で2015年7月から連載を開始。当初は月刊連載であったが、2016年2月から隔週連載に、2017年6月から週刊連載となった。このことについて、担当編集者の小林翔は「【月刊】→【隔週】→【週刊】とすべての連載形式をひとつの作品で経ることは非常に珍しいこと」とコメントした。また、週刊連載となると同時に更新が木曜日から火曜日となり、『マンガワン』にて火曜日の「看板連載作品」となった。
日本では現状マイナースポーツであるカバディの知名度向上に一役買っているという評価も少なくなく、2016年、日本カバディ協会事務局長の河合陽児はテレビ番組『ずっと追ってるジャーナル』（テレビ朝日）でカバディが取り上げられた際に本作を紹介し、カバディ日本代表選手の下川正將も「漫画（本作）を読み、競技を始める人が増えた」と述べたことがある。
また、インドメディア『スポーツキーダ』で取り上げられ、「ある漫画が日本でカバディの人気を上げる救世主を買って出ている」、「インドスポーツの伝統的な魅力を引き出しており、評判の向上に結びつけている。インド国内でも安定した数の愛読者を確保できていることは間違いない」などと絶賛された。
2017年には「WEBマンガ総選挙」に初ノミネートされたほか、「このマンガがすごい! 2017 オトコ編」で第19位を獲得。2020年には「第66回（2020年度）小学館漫画賞」の「少年向け部門」に初ノミネートされた。
2021年にはKAI-YOUのライターであるゆうきが「バスケ漫画における『スラムダンク』のように、カバディ漫画の金字塔になり得る物語」「偉大な先達もたどってきた、そのスポーツ漫画ジャンルにおける先陣を切り開く作品になる」と評価している。
2025年には「第70回小学館漫画賞」を受賞。

## あらすじ
宵越竜哉カバディ部入部（単行本1巻 - 2巻）
能京高校に通う1年生・宵越竜哉は、元サッカー選手として優れた実績を持ちながら、サッカーを含むスポーツ全般とは無縁の生活をしていた。ある日、カバディ部の1年生・畦道相馬による必死の勧誘で部の練習を見学することになった宵越は、副部長・井浦慶にもちかけられた勝負に負け、カバディ部に入部させられる。当初はカバディを「イロモノスポーツ」とバカにしていた宵越だったが、井浦の指導のもと、畦道や2年生の先輩・水澄京平や伊達真司との練習を続けるうち、その魅力にのめりこんでいく。
練習試合・能京高校VS奏和高校（単行本2巻 - 3巻）
怪我をしていた部長・王城正人が部に復帰。宵越たちには試合経験が必要だと感じた王城は、旧知の仲である奏和高校の部長・六弦歩に連絡をとり、5対5の練習試合を実現させる。六弦や元水泳選手のエース・高谷煉らとの戦いを経てチームとしての課題を見つけた能京高校は、試合を観戦していた伴伸賢、関隆太、人見祐希を新たな仲間として迎える。
世界組取材（単行本4巻）
現カバディ協会会長・水堀新によって王城や六弦ら世界組と呼ばれる元全国中学カバディ選抜一軍チーム所属選手たちの取材に参加させられた宵越は、神畑樹が率いる英峰高校や、不破仁が率いる絶対王者・星海高校の存在を知る。
3校合同合宿（単行本4巻 - 8巻）
夏休み。能京高校は、王城や井浦と親交の深い右藤大元が率いる埼玉紅葉高校と英峰高校との3校合同合宿を行う。合同練習や練習試合を行うなか、埼玉紅葉高校のエース・佐倉学や英峰高校の攻撃手・若菜剛ら他校のプレーヤーたちから刺激を受けた能京高校の面々は、それぞれ自身の目指すべき方向を見つける。
星海高校公開練習（単行本8巻）
3校合同合宿後、宵越と畦道は、突如現れた高谷に誘われ星海高校の公開練習を見学。不破に敬語を使わない宵越は、彼を敬愛する1年生・志場命と衝突し、星海高校の副部長・冴木銀の許可のもと3対3のミニゲームを行う。その場に居合わせ事の顛末を見守った水堀は、宵越の攻撃能力の高さに驚くと同時に、守備能力の低さを惜しむのであった。
久納栄司カバディ部コーチ兼監督就任（単行本8巻 - 9巻）
水堀から宵越の情報を聞いた元カバディ日本代表主将・久納栄司が、能京高校カバディ部のコーチ兼監督に就任。かつて「最強の守備」と謳われた久納による特訓で、能京高校の守備は大きく変化していき、それまで攻撃だけにこだわってきた宵越は自身の弱みと課題を突きつけられる。そして、夏大会が開幕する。
関東大会Bブロック一回戦・能京高校VS伯麗IS（単行本9巻 - 10巻）
Bブロック一回戦。元世界組7番・外園丈治が主将を務める伯麗ISと対戦する能京高校は、序盤に強い宵越をスタメン攻撃手として起用し大量リードに成功。しかし、優れたキャプテンシーを有する外園の攻守にわたる活躍で逆転を許し、エース・王城を引きずり出される。王城の猛攻で再び逆転した能京高校に食らいつく外園だったが、一歩及ばず。能京高校は初の二回戦進出を決めた。
関東大会Bブロック二回戦・能京高校VS大山律心高校（単行本10巻 - 12巻）
Bブロック二回戦。能京高校の相手は、前年度冬大会の一回戦で負けた相手、大山律心高校。不気味なほどに冷静な大和鉄雄が部長を務める大山律心高校は、久納と旧知の仲である監督・亜川公継の的確な作戦で能京高校を追い詰める。しかし、今や能京高校の守備の要となった水澄や伊達、そして守備の重要性に気づいた宵越の決死のプレーにより、能京高校がリベンジを果たす結果となった。
関東大会Bブロック三回戦・奏和高校VS埼玉紅葉高校（単行本12巻 - 13巻）
もはや弱小校ではない能京高校は、Bブロック三回戦も難なく突破。同じくBブロック三回戦、勝てば能京高校とのブロック決勝戦となる試合は、奏和高校と埼玉紅葉高校の対決。能京高校との練習試合には姿を見せなかった副部長・片桐浩二ら猛者揃いの奏和高校と右藤と佐倉が引っ張る埼玉紅葉高校の戦いは白熱するが、最終的には高谷の活躍で奏和高校が勝利を収め、高谷と同じ2年生でエースの佐倉は雪辱を誓うのだった。
関東大会Bブロック決勝戦・能京高校VS奏和高校（単行本14巻 - 18巻）
Bブロック決勝戦。決勝リーグ進出を争う戦いは、世界組時代からのライバルである王城と六弦が部長を務める能京高校と奏和高校の対決となった。試合は、序盤から両校の司令塔である井浦や緒方蒼介による様々な作戦が展開され、両者共に総力戦の様相を呈し、延長戦・ファイブレイドへと突入。そして、前代未聞の形で能京高校の勝利が決まる。大会運営責任者である水堀は、この試合の顛末を受け、決勝リーグでは前後半各一回のビデオ判定・チャレンジ制度を導入することを決めた。
中学世界戦（単行本19巻）
各ブロックのトーナメントを制した4校による決勝リーグ、能京高校の最初の相手は、元世界組6番・山田駿が率いる奧武高校。王城は、3年前の中学世界戦個人MVP・ヴィハーンが奥武高校に留学していることに気づき驚く。王城らの世代の世界組は「黄金世代」と呼ばれながらも中学世界戦で1勝もすることができなかった。これまで伏せられていたその理由が、王城の口から能京高校の面々に語られる。
関東大会決勝リーグ・能京高校VS奧武高校（単行本19巻 - 21巻）
決勝リーグ開幕。能京高校と奥武高校の試合が始まる。山田やヴィハーンを警戒する能京高校だったが、山田はかつての夢を諦めて情熱を失い、ヴィハーンはイップスに苦しんでいた。不安定な状態の奥武高校を相手に、能京高校は問題なく実力を発揮し、大差をつける。しかし、試合を観戦していた六弦と外園の助言によりヴィハーンのイップスは軽減され、そんなヴィハーンや霞冬居らチームメイトに触発された山田も情熱を取り戻す。だが、宵越の活躍により前半の大差がひっくり返るには至らず、能京高校が勝利する。
関東大会決勝リーグ・英峰高校VS星海高校（単行本21巻 - 23巻）
能京高校と奥武高校の試合が始まると同時に、英峰高校と星海高校の試合が始まる。元世界組2番・神畑を筆頭に「万年2位」の汚名返上を目指す英峰高校は、絶対王者・星海高校相手にリードを保ち前半戦を折り返す。しかし、疲労が蓄積した神畑が退場した後は星海高校からの容赦ない追撃を受け、残された若菜らが粘りを見せるも、最終的には敗北してしまう。
関東大会決勝リーグ・能京高校VS英峰高校（単行本巻 - 巻）

## 登場人物
声の項はテレビアニメ版の声優。演の項は舞台版の俳優。

### 能京高校（のうきんこうこう）
主人公の宵越たちが所属する、東京都内の全寮制私立高校。前年度冬大会一回戦敗退。スポーツが盛んで運動部の数が多い。
宵越 竜哉（よいごし たつや）
声 - 内田雄馬、演 - 田淵累生
本作の主人公。1年生。背番号は6。身長187.5cm、体重75.2kg（第8話時点）→75kg（第151話時点）。足のサイズは30cm。8月7日生まれ、しし座のA型。右利き（足は多分左利き）。得意科目はしいて言えば英語だが、学業成績は良くない。好きな色は水色で、好きな季節は夏。好きな食べ物はカレー、ハンバーグ、からあげ、肉全般。好きな言葉は「最善」。
恵まれた身体能力と抜群の運動神経を持ち、ストイックさや精神力の高さをも兼ね備えた天才型のスポーツエリート。中学まではサッカーのスター選手として活躍し、フォワードでありながらファウルで倒されない異常な回避能力から「不倒」の異名で呼ばれ、雑誌の表紙を飾ることもあった。しかし、チームメイトとの間に軋轢が生まれたことなどが原因でスポーツから決別し、「ナイトエンド」というハンドルネームで動画配信サイト「ミコミコ動画」の生放送主としての活動に精を出していた（ただし、視聴者は少ない）。
カバディ部では王城に次ぐ攻撃手（レイダー）の役割を担い、持ち前のリーチとスピード、スポーツIQの高さ、サッカーで培った「走りのスペシャリスト」としての能力を生かしたブレーキ・カット・バックの3種の方向転換、ロールキック（回し蹴りによるタッチ）などの技を駆使する。一方、パワーこそあるが経験が乏しいうえに身体能力が高すぎて味方との連携が狂いやすいため、守備はかなり苦手。だが、我流で会得していた近距離での回避能力には異常に長けている。また、「流れ」を作る才能があり、ひとたび勢いづくと手がつけられなくなる性質から「序盤に強い」と評される。
顔立ちは整っているが女性には縁がなく、本人も少なからず気にしている。しかしその実、合理志向のためデリカシーが著しく欠けているという欠点があり、恋人がいる畦道やファンクラブを有する高谷に対して異常な嫉妬心を燃やしたり、男性と知っている人見に対してまでドギマギした態度をとるなど、非常に残念な一面がある。また、度重なる誤解により一部に男色の噂が広められているが、本人は気づいていない。
王城 正人（おうじょう まさと）
声 - 岡本信彦、演 - 高崎翔太
3年生。カバディ部部長。背番号は1。身長171cm、体重58kg（MAX時）（第152話時点）。1月1日生まれ、やぎ座のAB型。両親は他界しており、父・直人は元カバディ日本代表選手。右利き。得意科目は世界史と家庭科。好きな色はミントブルーと黒で、好きな季節は冬。好きな食べ物はカニとチョコパイ。好きな言葉は「カバディ」。料理が趣味で、時には不摂生の宵越に肉じゃがを差し入れしたりすることも。
カバディ歴10年を超えるベテラン。世界組と呼ばれる元全国中学カバディ選抜一軍チーム所属選手の一人で、世界組時代の背番号は5。世界組の中でも王城たちの世代は猛者揃いの「黄金世代」であったが、その中においても攻撃へのこだわりは突出していた。
カバディ選手としては小柄かつ非常に華奢な体格で、目の下には常時クマがあるなど病弱そうな外見だが、機敏さとテクニックを極めて世代最高峰に上り詰めた攻撃手。過去2年ワンマンで引っ張り続けてきた能京の絶対的エースで、他校のプレーヤーや指導者にも名を知られる存在である。反面、相手を倒すパワーがなく、「守られる」べき攻撃の要という立場もあって守備への貢献度が低いが、豊富な経験から技術自体は身につけている。
攻撃時には普段の温和な雰囲気からは一転、獣のような表情を見せ、その姿や狂気じみた圧を見た者には「魔王」と表現されることも。
体が強くないうえに人一倍強いカバディへの「愛」が裏目に出た結果、宵越の入部時はオーバーワークにより足を痛め入院していた。
タイミングを合わせて力を返したり流したりする「カウンター」という技を持つ。久能から教わったものだが、相手を捕まえる守備よりそれを振り払うのに適した技というのもあって久能以上に使いこなしている。
井浦 慶（いうら けい）
声 - 古川慎、演 - 岩崎悠雅
3年生。カバディ部副部長。背番号は2。身長172cm、体重63kg（第152話時点）。12月18日生まれ、いて座のB型。小学6年生時からの幼馴染である王城のことを「まーくん」と呼ぶ姉がいる。右利き。得意科目は英語だが、その他の科目においても優秀で、過去には「模試荒らし」と呼ばれたこともあるというほど学業成績が良い。好きな色は赤と黒で、好きな季節は秋。好きな食べ物は唐辛子。好きな言葉は「真実」。趣味は「変T探し」とゲーム（主に「人を殺すやつ」）。眼鏡にセンター分けの髪型で、一見真面目なヤサ男風。
カバディ歴は6年と少しで、部内では王城に次ぐベテラン。王城に誘われてカバディを始め、王城と同じく元全国中学カバディ選抜選手の一人だが、二軍チーム所属だったため世界組ではない。そのためか、六弦には「王城の友人」と呼ばれ名前すら覚えられていなかった。
能京きっての頭脳派で、試合を通してコート内における司令塔的な役割を担う。知識や知恵だけでなくスタミナも有するため、最後まで考えながら動けることが強みのプレーヤー。また、普段は後輩たちの指導や育成にも熱心で、時には自身の練習時間を削ってまでも後輩たちを育てる。
本来は攻撃手だが、攻撃手としては平凡であり隣に王城（作中ではさらに宵越）がいるのもあり、もっぱら守備に専念している。奏和戦では最終局面において状況判断で咄嗟に飛び出し、点を取り同点にして、延長戦に繋がる攻撃を行った。
爽やかな外見に反し、人の弱みを握り自分の意に従わせるという恐ろしい一面を持つ。そのような日頃の行いのせいか、なぜかクジ運が非常に悪い。
水澄 京平（みすみ きょうへい）
声 - 鈴木達央、演 - 樫尾篤紀
2年生。背番号は3。身長178cm、体重80kg（第154話時点）。3月9日生まれ、うお座のB型。顔のよく似た、シングルマザーの母がいる。右利き。学業成績は良くなく、数学がマシな程度。好きな色は緑とピンクで、好きな季節は春。好きな食べ物はグラタン、ピザ、チーズ。好きな言葉は「根性」。好きなものは「カックイイもの」。カラオケ、ビリヤード、ダーツなどの趣味を持つ。天然パーマで癖のある髪型が特徴で、筋肉質。
中学までは喧嘩に明け暮れる不良だった。高校では足を洗い「ハッピー」に生活しようとしていたところ、過去の喧嘩映像を持つ井浦に脅迫に近い形で勧誘され、カバディ部に入部。当初はそれほどやる気はなかったが、公式戦で不破に手も足も出ず、チームの足手まといでしかなかった屈辱をきっかけにカバディに熱中していく。
パワーと並外れた闘争心が持ち味の特攻型の守備手（アンティ）で、伊達と共に能京の守備の要として活躍する。
伊達 真司（だて しんじ）
声 - 武内駿輔、演 - 小早川俊輔
2年生。背番号は4。身長174.2cm、体重79.9kg（第8話時点）→身長174cm、体重80kg（第155話時点）。4月8日生まれ、おひつじ座のA型。顔のよく似た父と兄がいる。左利き。得意科目は化学。好きな色は白と黒で、好きな季節は夏。好きな食べ物はササミ、ホタテ、ノンオイルツナ。好きな言葉は「No pain,No gain」。好きなものは筋肉。趣味はシェイカー探し。かなりの筋肉質でほぼ黒目が無い（白目である）のが特徴。
野球経験者で、中学まではピッチャーとして活躍していた。怪我の影響で野球を辞め帰宅部として過ごしていたところ、同じクラスだった水澄からの勧誘を受け、カバディ部に入部。
性格的にも能力的にも不器用だが、愚直に肉体を鍛え上げているチーム1のパワープレイヤーであり、水澄と共に能京の守備の要として活躍する。
畦道 相馬（あぜみち そうま）
声 - 佐藤元、演 - 大原海輝
1年生。背番号は5。身長166cm、体重64kg（第153話時点）。5月15日生まれ、おうし座のO型。右利き。得意科目は美術と現国。好きな色はオレンジと茶色で、好きな季節は秋。好きな食べ物はたけのこときのこ、山菜全般。好きな言葉は「前進」。好きなものはカバディ。趣味は木彫。スキンヘッドで、田舎育ちのため一人称「おら」など喋り方が訛っているのが特徴。
一人で釣りをしていた際に同じく釣りをしていた王城と出会い、王城からカバディ部に誘われたことをきっかけに能京を受験し、地元を離れた。
実家が高い山の上にある窯元で、毎日が筋トレのような生活をしていたため、小柄ながら非常に力が強い。スポーツは遊び程度の経験しかなくカバディも高校入学から始めた素人だが、吸収力が高く、周りとの連携を重視したプレーができ、優秀な守備手となる素質を持つ。感覚が非常に鋭敏で、自身や周囲の人間の位置や動きをセンサーのように感知できる能力が最大の武器。
朗らかな性格で、横柄な態度をとる宵越にも臆せず接し、お互いに良き理解者となっていく。
地元に恋人がおり、そのことで宵越からは理不尽な嫉妬心を燃やされている。
伴 伸賢（ばん のぶたか）
声 - 神尾晋一郎、演 - 岸本卓也
1年生。背番号は7。奏和高校との練習試合後に入部。身長183cm、体重70kg（第156話時点）。9月7日生まれ、おとめ座のA型。右利き。得意科目は数学。好きな色は黄色で、好きな季節は夏。好きな食べ物は苺と桃。好きな言葉は「忠実」。趣味は昆虫採集。リーゼントヘアの強面だが、声は小さく自己主張も少ない。
サッカー経験者。幼少期に宵越と交流したことで宵越の熱烈なファンとなり、宵越への憧れからサッカーを始めた。宵越が出場する奏和高校との練習試合の観戦に関と人見を誘い、自身と彼らの入部のきっかけを作った。その来歴のため、宵越に対しては同学年だが「さん付け」かつ敬語で話す。
フィジカルは整っているが飛び抜けた能力も持たず、作中では概ね控え守備要員の1人。宵越への憧れから密かにロールキックを練習しており、それが役に立ったこともある。
関 隆太（せき りゅうた）
声 - 駒田航、演 - 宮下雄也
1年生。背番号は8。奏和高校との練習試合後に入部。身長167cm、体重80kg（第157話時点）。6月18日生まれ、ふたご座のO型。右利き。得意科目は日本史。好きな色は青で、好きな季節は春。好きな食べ物は米とポテトチップス（コンソメ味）。好きな言葉は「Giant Killing」。趣味はボウリング。太目の体格だが、見た目に反して瞬発力もある。眼鏡をかけている。
相撲経験者。4年前のちびっこ相撲で優勝し「『首堕とし』の関」として名が知られていた。守備手としては体格を活かした突進による特攻型の守備だけでなく、相撲の技術を応用した独特な守備ができる。
クラスで浮いていた伴や人見とも親しかったり、3校合同合宿時には他校の先輩である神畑と交流するなど、コミュニケーション能力に長けた一面がある。
その体ゆえに入部当時は85kgと試合に出れない体重であり、減量も嫌がっていたが、3校合同合宿での神畑の壮絶な減量光景とその発言を聞いてからは考えを改めて、減量も積極的に行っていき同時に神畑を目標にしていく。
人見 祐希（ひとみ ゆうき）
声 - 村瀬歩、演 - 宮崎湧
1年生。背番号は9。奏和高校との練習試合後に入部。身長169cm、体重56kg（第158話時点）。9月21日生まれ、おとめ座のAB型。美容師の母と二人の姉がいる。左利き。得意科目は古典。好きな色はアイボリーで、好きな季節は冬。好きな食べ物はマカロンと寿司（特にサーモン）。好きな言葉は「静謐」。趣味は読書。一見女性のような容姿をしているが、男性。
スポーツ未経験で肉体的にも適性があるとは言えず、伴や関よりも大きく見劣りするが、流されて生きてきた自分を変えたいという熱意でトレーニングに励み、関東大会の頃には最低限の能力は身につけた。作中公式戦での出場は決勝リーグの英峰戦で離脱者が相次いだ際に出たのみとなるが、マネージャー的な役割もこなして部に貢献している。英峰戦では奇策で離脱していた宵越と畦道が戻るまでの時間を稼いだ。
時に周囲を惑わす中性的な仕草以外は至って常識人であるため、宵越をはじめカバディ部の面々に対してはツッコミ役に回ることが多い。
久納 栄司（くのう えいじ）
年齢は30代で、水澄の母より歳上であるらしい。3校合同合宿後、カバディ部のコーチ兼監督に就任。身長178cm、体重77kg（第159話時点）。11月11日生まれ、さそり座のAB型。右利き。得意科目は家庭科。好きな色は玉虫色で、好きな季節は秋。好きな食べ物はアーモンド。好きな言葉は「調和」。趣味は料理創作で、王城に料理を教えた人物である。長い睫毛が特徴で、髪は束ねていることが多い。
元カバディ日本代表主将であり、「日本一の守備」と呼ばれていた。インドのプロリーグで守備手として活躍していた経歴を持つ。王城にカウンターを教えた人物。
一人称は「アタシ」。いわゆるオネエ言葉を使い、宵越たちを「ちゃん付け」で呼ぶなど個性的な人物。ただし、美容面で尊敬する人見のことは「先生」と呼ぶ。
夜はバーのマスターとして働いているが、その際はオネエ言葉は封印している模様。
古賀（こが）
カバディ部顧問の先生。
早乙女 実花（さおとめ みか）
2年生。水澄の元恋人。ただし、水澄は別れたと思っているが、実花は別れたと思っていない。
水澄に対して強い愛情を向けている「重い」タイプであり、水澄もかつて彼女にかけられた言葉から好感は持っているが付き合ってみると気が合わず、またカバディで忙しく愛情に応えていられなかったので別れた（つもりだった）。
水澄の「自慢の彼女」になるために参加した文化祭のミスコンで、宵越には「ヤバい女の匂いがする」などと評されたものの、露出度の高いレオタード姿で観客を魅了し優勝。その直後、発言によって星海の早乙女幹也の妹であることが判明した。この事実は恋人だった水澄や世界組で一緒だった王城も知らず、唯一知っていたのは井浦だけであり、密かに実花のフォローをしていた。
部活の大会が終わったことで決勝リーグからは観戦に来ている。水澄の為にと星海と英峰戦を見学してた時は、志場の攻撃を見ただけで、志場が元バレエダンサーだと見抜いた。
竹中（たけなか）
声 - 川田紳司
サッカー部監督。「不倒」の宵越をサッカー部に入部させようと熱心に勧誘していたが、いつのまにかカバディ部を応援するように。時にはサッカー部員を引き連れて試合会場まで駆けつけ、熱心に観戦することも。紆余曲折あって、宵越にあらぬ誤解を抱いている。
錦野（にしきの）
3年生。野球部部長。安堂には頭が上がらない。
安堂（あんどう）
2年生。野球部のエースピッチャー。日焼けした肌が特徴。旧体育館の使用権を巡り宵越たちカバディ部と対立し、カバディを「マイナースポーツ」と見下していたが、宵越たちが本気でカバディに取り組んでいることを知るとその態度を改めた。夏には甲子園に出場した後、錦野から部長の任を引き継がれる。

### 奏和高校（そうわこうこう）
世界組の六弦が率いる、東京都内の強豪校。前年度冬大会関東ベスト4。音楽が盛んで運動部の数は少ないが、「東京でカバディをやるなら奏和」と言われている。
六弦 歩（ろくげん あゆむ）
声 - 安元洋貴、演 - 川隅美慎
3年生。カバディ部部長。背番号は1。身長175cm、体重80kg（オフ時90kg）（第161話時点）。足のサイズは27cm。7月23日生まれ、しし座のAB型。家族構成は父と母。右利き。苦手教科は現国。好きな色は黄で、好きな季節は夏。好物はバナナで苦手な物は鶏ささみ。好きな言葉は「狩り」。趣味はベース。頭頂部を金髪にしたソフトモヒカン風の髪型で、高校生離れした屈強な体格を有する。
カバディ歴は王城や井浦よりも浅く、中学1年生の春から始めたという。世界組の一人で、世界組時代の背番号は4。
特に守備についての評価が高いが、守備だけではなく攻撃もこなし、センス、パワー、スピードと三拍子揃ったバランスの良いプレーヤー。そのため、世界組では黄金世代ゆえに使い分け傾向にあった中で不破や神畑と共にほぼ固定のスタメンとして起用されていた。
王城とはお互いに認め合うライバル的存在であり、世界組時代は毎日のように1対1で勝負をしていた。
実直で真面目な性格だが鈍感なところがあり、六弦自身に悪意は無いものの、他人のコンプレックスを刺激してしまうことがある。
片桐 浩二（かたぎり こうじ）
3年生。カバディ部副部長。背番号は2。身長177cm、体重80kg（オフ時86kg）（第162話時点）。5月1日生まれ、おうし座のB型。家族構成は父と母、兄。右利き。苦手教科は数学。好きな色は青で、好きな季節は秋。好物はバナナで苦手な物は「辛いのと熱いの」。好きな言葉は「下克上」。趣味は懸垂。逆立った黒髪で、屈強な体格。
能京との練習試合には、精神的な理由によりイップスに陥り休部状態になっていたことから出場しなかった。
技術やセンスの無さをその異常な練習量でカバーしているプレーヤーで、練習嫌いのスポーツエリートである高谷や合理的な練習方法や効果的な作戦を是とする緒方とは正反対のタイプである。休部に至ったのも、緒方から「先輩が何も考えず自分基準でトレーニングを課すせいで他の部員が壊される」と面と向かって非難され、それを猛省したため。
六弦が唯一「振り切ること」ができなかったと認めるほどのストイックさを持つが、そのストイックさの原動力は世界組や天才への「嫉妬」や「怒り」である。片桐は自身のそういった感情を「醜い」と感じている。
高谷 煉（たかや れん）
声 - 鈴村健一、演 - 神永圭佑
2年生。背番号は3。身長185cm、体重75kg（第163話時点）。足のサイズは28cm。4月2日生まれ、おひつじ座のB型。家族構成は父と母、妹。右利き。苦手教科は数学。好きな色は透明で、好きな季節は夏。好物は珈琲で苦手な物は揚げ物、「油っぽいの」。好きな言葉は「自由」。趣味はテナーサックス。容姿端麗で、練習試合にすらファンクラブが集うほどの人気者。
宵越と同じく天才型のスポーツエリートで、水泳経験者。中学時代、全国1位の実績をあげ、非公式ながら当時の中学生世界記録に届くなど非凡な才能を持っていたにも関わらず、突如水泳を辞めたという。
自他共に認める奏和のエース攻撃手で、優れたリーチとスピード、ボディーコントロールの良さと帰陣意識の高さが長所。また、持ち前の肺活量を活かした長い攻撃継続時間（キャント継続時間）を有し、「人の3倍」はキャントしていられるという。同様の理由から、疲労の蓄積した終盤で輝く性質がある。
耳が非常に良く、時にはその場にいる人間の感情までも察知するほどである。
自らを「頂点の器」と信じて疑わない唯我独尊な性格で、歯に衣着せぬ物言いからチームメイトと衝突することもあるが、自身をカバディ部に勧誘した六弦に対しては一定の敬意を払う様子を見せる。
宵越を「たっつん」、佐倉を「チェリー」と呼ぶなど、他人に対して妙なニックネームをつけがち。他校のプレーヤーとも社交的に接する傾向にあるが、相手を煽るような発言をすることも。試合前には全身の毛を剃ったり爪を短く切り揃えるなどのこだわりがある。
木崎 新太郎（きざき しんたろう）
声 - 八代拓、演 - 富本惣昭
3年生。背番号は4。身長175cm、体重72kg（第164話時点）。6月15日生まれ、ふたご座のA型。家族構成は父と母。右利き。苦手教科は英語。好きな色は黒で、好きな季節は冬。好物はおでんとはんぺんで苦手な物は昆布。好きな言葉は「長い物には巻かれろ」。趣味はヘアバンド集めで、黒髪にヘアバンドをしていることが多い。
その強気な守備は冴木など他校のプレーヤーにも評価されている。カバディ部に入部した動機は「かっちょいい身体」になりたかったからとのこと。生意気な後輩の高谷とは衝突しがちである。
栄倉 祐（えいくら ゆう）
声 - 内田修一、演 - 持田悠生
2年生。背番号は5。身長174cm、体重73kg（第164話時点）。10月5日生まれ、てんびん座のO型。家族構成は父と母。右利き。苦手教科は英語。好きな色は黄色で、好きな季節は春。好物は大福で苦手な物はシナモン。好きな言葉は「不言実行」。趣味はガーデニング。おかっぱ風の髪型。
そのプレースタイルは「仕事人」と評されることも。同学年の高谷からは「栄ちゃん」と呼ばれる。高谷の態度には時に腹を立てながらも、その実力は認めている様子。誰とも敵対しない性格ゆえか、高谷と3年生の間で板挟みになってしまうことも多いという。
植野 孝（うえの たかし）
3年生。背番号は7。身長176cm、体重71kg（第165話時点）。6月4日生まれ、ふたご座のA型。家族構成は父と母。右利き。苦手教科は数学。好きな色は白で、好きな季節は春。好物はおかゆで苦手な物は牛乳。好きな言葉は「健康」。趣味はビタミンサプリ飲み比べ。坊主頭。
能京との練習試合にはインフルエンザ罹患により出場しなかった。牛乳を飲むと必ず腹を下すなど内臓が弱く、たびたび体調を崩すようだ。
緒方 蒼介（おがた そうすけ）
1年生。背番号は8。身長168cm、体重64kg（第166話時点）。7月18日生まれ、かに座のA型。家族構成は父と母。右利き。苦手教科は現国。好きな色は浅葱色で、好きな季節は冬。好物はスルメで苦手な物は生のイカ。好きな言葉は「効率化」。趣味はスポーツ観戦。天然パーマで癖のある黒髪。
能京との練習試合には出場しなかった。
スポーツライターの父の影響でスポーツ全般が好きだったが、「外から見てる方が楽しい」と思っており、特段運動神経が良いわけでもなかったため、中学まではスポーツをしていなかった。
高校入学と同時にカバディ部に入部した折、マイナースポーツゆえに合理的な練習方法や効果的な作戦が欠けていると感じた緒方だったが、実力主義の奏和では「実力＝発言力」であるため、自らの意見を提言するためには部内である程度の結果を出す必要に迫られる。そんな状況の中、スポーツ未経験ながら部内対抗戦において1年生チームを率いて先輩チーム相手に善戦したことで六弦に認められ、発言力、ひいては奏和の司令塔の座を得るに至った。
先輩の中では高谷と比較的仲が良い様子で、片桐とは考え方の違いから衝突したものの、「合理的にやればもっと強くなれる」という本来の主張に片桐が納得して和解している。
また、父がインタビューをしたことがきっかけで、サッカー選手時代の宵越のことを知っている。
室屋 大助（むろや だいすけ）
声 - 柳田淳一、演 - 平野泰新
2年生。背番号は9。身長180cm、体重75kg （第167話時点）。9月30日生まれ。てんびん座のO型。家族構成は父と母、弟。右利き。苦手教科は英語。好きな色は橙で、好きな季節は秋。好物は寿司（特に鮭）で苦手な物は特になし。好きな言葉は「創意工夫」。趣味はクトゥルフ神話TRPG。たらこ唇が特徴。背番号で後輩の緒方に負けたことがきっかけで、攻撃練習に力を入れるようになったという。
岩田（いわた）
カバディ部監督。

### 英峰高校（えいほうこうこう）
世界組の神畑が率いる、守備力に定評のある強豪校。前年度冬大会関東準優勝。偏差値が高い進学校として知られる。
神畑 樹（かみはた いつき）
3年生。カバディ部部長。背番号は1。身長203cm、体重82.8kg（第36話時点）。眼鏡をかけており、細身の体格。
世界組の一人で、世界組時代の背番号は2。
圧倒的なリーチを有して攻守をこなす、英峰のエースプレーヤー。
超高身長ゆえに体重制限（80kg）のための減量が過酷なものとなっており、スタミナに著しい問題を抱えている。3校合同合宿の練習試合では、全く汗をかけず体温が上昇したことで危険な状態となった。
基本的には落ち着いた振る舞いをするが、常に関東大会準優勝、つまり「万年2位」という結果に終わっているため、打倒星海の意志が人一倍強く、時には感情を露わにすることもある。
八代 一馬（やしろ かずま）
3年生。カバディ部副部長。背番号は2。高身長。色素の薄い髪色。誰に対しても敬語で話す。
通っていた中学は荒れており、警察の世話になるような弟や警察の目の前で息子と自らの指の骨を折りケジメをつけようとするような父がいる。
そんな環境から逃れるように進学校の英峰へ入学し、神畑の勧誘によってカバディ部に入部した。
君嶋 拓（きみしま たく）
3年生。背番号は3。高身長。パーマがかった黒髪。両親は医者。
高校入学時、入る部活は適当で良いと考えていたが、神畑の勧誘によってカバディ部に入部した。
秋山 聡（あきやま さとし）
3年生。背番号は4。前髪をオールバックにしている。水野とは高校入学前からの友人。
水野 和明（みずの かずあき）
3年生。背番号は5。前髪が長め。秋山とは高校入学前からの友人。
田原 宏（たはら ひろし）
背番号は6。坊主頭。身長から割り出す距離把握が得意。
若菜 剛（わかな ごう）
2年生。背番号は7。体重53kg（第205話時点）。
低身長ながら持ち前のスピードによる広い攻撃範囲を有し、フェイントをかけながらタッチを狙う「シャッフルレイド」を駆使したり、表拍と裏拍を織り交ぜた読みにくい動きを武器とする攻撃手。
スタメンに昇格したのは、人一倍負けん気の強い性格を神畑に評価されたからだという。3校合同合宿では、スポーツ経験の無さを嘆く人見を気遣う優しさも見せた。
白宮 明輝人（しろみや あきと）
2年生。背番号は8。前髪を明るく染めている。
池上（いけがみ）
カバディ部顧問の先生。

### 星海高校（せいかいこうこう）
多数の世界組を擁する、高校カバディ界における絶対王者。大会発足以来7年連続全国制覇を成し遂げている。
不破 仁（ふわ じん）
3年生。カバディ部部長。背番号は1。身長180cm、体重78kg（第244話時点）。色素の薄い髪色の坊主頭で、左側頭部には古傷があり、屈強な体格を有する。
世界組では主将を務めており、世界組時代の背番号も1。猛者揃いだった世界組の「黄金世代」の中でも一番の実力者と目されていた圧倒的な存在。彼らの遠征の際には初戦で早々に負傷し、それをきっかけにチームが瓦解し全敗に終わってしまった。
あらゆる面において世界組トップクラスの能力を持ち、一切の隙がない万能型プレーヤー。攻守どちらもこなすが、志場が入部したことで守備向きの体型に作り変えている。また、畦道と同等以上の「センサー」能力も持つ。
親兄弟もカバディ日本代表のサラブレッドで、カバディをやる理由を問われた際には「使命」と即答するなど、強い信念を持つ。
寡黙な性格からそうは見えにくいが心底カバディを楽しんでおり、競技の普及も願っているが、それに反して自身が他のプレーヤーの心をへし折る存在と化していることに内心思うところもある。そのためか、他人の練習方法やプレーに対して改善点や弱点を指摘することも少なくない。
冴木 銀（さえき ぎん）
3年生。カバディ部副部長。背番号は2。下がり気味の眉と無精髭が特徴。
世界組の一人で、世界組時代の背番号は3。
分析力や思考力に長けた星海の司令塔。
高谷には「嘘しかついてねー」、神畑には「信用ならん」と評され、時にはチームメイトの本田にまで「詐欺師」と表現されるなど、周囲からはうさん臭いイメージで見られがちだが、本人は気にしていない様子で飄々としており、食えない性格。だが相手のことを思って善意で発言することもある。
同学年の相手に対しては「正人」「仁」など名前を呼び捨てで呼ぶことが多いが、井浦のことは「慶ちゃん」と呼ぶ。
少々潔癖症気味で、不潔な場所や物、虫が苦手。世界組時代のインド遠征では神畑と共に腹を壊して寝込んでいた。試合後にはシャワーを浴びるために走ったり、清潔なシャワールームであることを祈ったりする一面も。
愛読誌は『LEON』。
本田 貴一（ほんだ きいち）
3年生。背番号は3。身長176cm、体重79kg（第244話時点）。常に大きく見開かれた四白眼が特徴で、屈強な体格を有する。父が登山中に亡くなった過去がある。
星海で「一番キツイ部活」を求め、高校からカバディを始めたにも関わらず、世界組の平良や幹也よりも上の背番号をつけている。
明朗快活な性格で、後輩や他校の人間に対しても比較的気さくに接する。しかし、「恐怖や苦痛に対するネジ」が外れており、無為に自分の命を危険に晒すような行為を平気で行い、極限まで自分を追い込むことを何より好む。他者に対しても同様であり、友人の飼うチワワが溺れているのを「成長するチャンス」と捉えて引き上げずに見ていたり、試合中に対戦相手を骨折させる可能性がある倒し方を厭わなかったりといった面を見せる。
平良 進（へら すすむ）
3年生。背番号は4。身長196cm、体重78kg（第207話時点）。ほぼ生えていない眉と、独特の髪質が特徴。高身長で優れたリーチを有し、体力もあるプレーヤー。
世界組の一人で、世界組時代の背番号は11。
世界組時代から似た体格の神畑とは何かと比較されてきたが、神畑に追いつこうと努力する日々は彼にとって「楽しい日々」であり、神畑に強くねじ伏せられることに快感を得ている節さえある。また、試合後には「快楽を優先し過ぎた」ことを反省したりもする。
有村 京平（ありむら きょうへい）
背番号は5。身長178cm、体重80kg（第244話時点）。ツーブロックにした髪を後頭部で束ねている。
柔道経験者。奇しくも同じ名前である水澄のことを恨んでいるが、水澄は彼のことを思い出すのに時間を要した。中学までは喧嘩に明け暮れる不良でもあり、水澄の友人らによると、中学時代の水澄が唯一勝てなかった相手が有村である。
名前のせいで混同されて喧嘩を吹っ掛けられていたが、有村も同類だったため特に気にしていなかった。ある日それを理由に水澄に喧嘩を売るが、その時は引き分けとなり本人としては勝ったも同然だったためこれも別に気にしていなかった。しかし、この喧嘩の際にパンツが破れて尻が丸出しになっており、知らずに仲間の前でカッコつけて大恥をかき、風評に耐えかねて柔道も辞めるはめになってしまった。そのため、「水澄も気づいていただろうにそれを指摘してくれなかったこと」を恨んでいる。
カバディ部に入ったのは、その後八つ当たりで不破に喧嘩を売って敗れたのがきっかけ。
柔道由来の相手の倒し方や間合いの管理などが最大の武器だが、柔道が1対1の競技であるがゆえ、複数人を相手取る攻撃時には隙が多い。
早乙女 幹也（さおとめ みきや）
3年生。背番号は6。身長192cm、体重80kg（第244話時点）。ギザギザに尖った歯と血走った目が特徴。水澄の元恋人・実花の兄で、いわゆるシスコン。そのため水澄のことを敵対視している。
世界組の一人で、世界組時代の背番号は8。
高校入学当初は、身長165cm・体重60kgと小柄な体格で、その体格で勝負するため、技術を磨いたり、食事やトレーニングで肉体を鍛えパワーを身につける努力を重ねた。しかし、急激な身体的成長によって求められるプレーは変化し、大会に出場するためにはそれまでとは反対に厳しい減量をしなければならなくなった。減量中は、空腹の辛さに苦しむだけではなく、努力して得た屈強な肉体を削らなければならないことにも苦しむという。
星海のスタメンになったのは3年生になってからである。水澄が昨年星海と対戦していたのに彼を知らなかったのもそのため。
志場 命（しば みこと）
1年生。背番号は7。長めの黒髪で、髪を束ねることもある。
王城たちの2つ下の世代の世界組の一人。
1年生でスタメン入りを果たした実力派の攻撃手。宵越と同等のスピードを持ち、身長は170cm前後だが高谷や宵越と同等のリーチを持ち、柔軟性のある身体を活かした美しいプレーをする。
バレエ経験者で、舞台度胸があり肝が据わっている。バレエの実力は相当なものであったが、周囲からの嫉妬や嫌がらせに耐えかねて辞めてしまい、飛び降り自殺しかけたところを偶然不破に止められ、誘われてカバディを始めた。
その経緯から不破を敬愛しており、不破に対して無礼な態度をとる宵越にはその態度を改めることを求めている。
葉沼 清春（はぬま きよはる）
2年生。背番号は8。坊主頭。緒方には「体力お化け」と評されている。
後町 良次（ごちょう りょうじ）
3年生。背番号は9。身長167cm、体重80kg（第244話時点）。角刈りで無骨。
世界組の一人で、世界組時代の背番号は12。世界組では控えであったが、不破や六弦以上のパワーを持ち、筋力だけで世界組になった。
その圧倒的なパワーで1対1では無類の強さを誇るが、その能力を手に入れるため体格に対し極端な増量を行っているためスタミナがなく、短期決戦特化と割り切っている。
不破 一心（ふわ いっしん）
カバディ部監督。仁の父。スキンヘッドとアゴ髭が特徴。
元カバディ日本代表選手で、水堀や久納、亜川からは「不破先輩」と呼ばれている。
自身が指導する星海の選手のことは基本的に名前を呼び捨てで呼ぶ。

### 埼玉紅葉高校（さいたまこうようこうこう）
埼玉県内の強豪校。前年度冬大会では、創部1年目でチーム全員が1年生だったにも関わらず関東ベスト8を成し遂げた。
右藤 大元（うとう ひろもと）
声 - 斉藤壮馬
2年生。カバディ部部長。背番号は1。身長169cm、体重65kg（第169話時点）。10月12日生まれ、てんびん座のAB型。家族構成は父と母、妹。右利き。好きな季節は春。好物は地元の煮干しラーメン。趣味はパーティーゲーム。細い目が特徴で、愛称は「ヒロ」。
王城たちの1つ下の世代の世界組では主将を務めており、世界組時代の背番号も1。
身体的ポテンシャルは決して高くないが、様々な技や作戦を駆使する引き出しの多さが持ち味のプレーヤー。
自身が天才と認める佐倉とプレーするためだけに紅葉に入学し、カバディ部を創設した。
非常に社交的で、先輩や他校の人間に対しても臆することなくコミュニケーションを取りにいく。中学時代から、王城を「正人さん」、井浦を「慶さん」と呼び、慕っている。
佐倉 学（さくら まなぶ）
声 - 花江夏樹
2年生。背番号は2。身長180cm、体重80kg（第170話時点）。3月3日生まれ、うお座のA型。家族構成は父と母、祖母。右利き。好物はわらび餅。趣味は編み物。おかっぱのような髪型をしていたが、夏大会開幕の時期に短髪となった。
王城たちの1つ下の世代の世界組の一人だったが、背番号をもらう前に離脱し、カバディから一時的に離れていた。
紅葉のエース攻撃手で、スピードに加えパワーもあり、山道で鍛えたスタミナや、体を回転させ掴まれた手足をほどくなど高いテクニックも有する、圧倒的なプレーヤー。ただし、メンタルが不安定でプレーの質にムラがあるという欠点がある。
中学時代に出会った王城を深く尊敬しており、カバディの技術のほとんどを王城から教わった。そのため、3校合同合宿開始時には王城の模倣のようなプレースタイルであった。しかし、徐々に自分なりのプレースタイルを確立していく。
同じように圧倒的な攻撃手であり同学年でもある高谷は佐倉の闘争心を呼び覚ますきっかけとなり、佐倉にとって初めてのライバル的存在となった。
また、同じように王城から影響を受ける宵越とは兄弟弟子のような関係となり、自身の得意技である回転を伝授した。
木戸 諒（きど りょう）
声 - 虎島貴明
2年生。背番号は3。身長183cm、体重75kg（第171話時点）。9月24日生まれ、てんびん座のB型。家族構成は父と母、弟。右利き。好きな季節は春と秋。好物は夏はアイス、冬は肉まん。趣味はゲーム。明るめの髪色で、生まれつき目が光に弱いためサングラスをかけている。
花井 春（はない はる）
声 - 馬場惇平
2年生。背番号は4。身長177cm、体重78kg（第172話時点）。6月12日生まれ、ふたご座のB型。家族構成は父と母、兄。右利き。好きな季節は春と秋。趣味は漫画。明るめの長髪にヘアバンドをして目元が隠れている。人見知りが激しく、あまり自己主張はしない。
加治 国和（かじ くにかず）
声 - 宮城一貴
2年生。背番号は5。身長171cm、体重65kg（第173話時点）。12月1日生まれ、いて座のB型。家族構成は父と母。右利き。趣味は川でのバーベキュー。黒髪にヘアバンドをしている。
石田 彰成（いしだ あきなり）
声 - 井上宝
2年生。背番号は6。身長172cm、体重67kg（第174話時点）。4月29日生まれ、おうし座のO型。家族構成は父と母、兄。右利き。好物は山菜。趣味は登山。黒い短髪。
三村 貴之（みむら たかゆき）
声 - 和田将弥
2年生。背番号は7。身長172cm、体重72kg（第175話時点）。1月6日生まれ、やぎ座のA型。家族構成は父と母。右利き。趣味は占いで、好きな数字は7。黒髪。
武石（たけいし）
カバディ部顧問の先生。

### 奥武高校（おくぶこうこう）
世界組の山田が率いる、関東大会決勝リーグ常連の強豪校。前年度冬大会では、埼玉紅葉を下し関東ベスト4を成し遂げた。
山田 駿（やまだ しゅん）
3年生。カバディ部部長。背番号は1。褐色の肌とボリュームのある癖毛、四白眼が特徴。
世界組の一人で、世界組時代の背番号は6。
負けず嫌いかつ面倒くさがりな性格から生まれる「閃き」を武器に戦うプレーヤーで、世界組の中でも「アイディアマン」として知られる。だが経験を重ねるにつれて閃きの枯渇、才能の限界を感じつつある。
インド遠征時に出会ったヴィハーンと帰国後も連絡を取り続けるなど社交的で、世界組時代の元チームメイトや井浦のことは基本的に名前を呼び捨てで呼ぶ。また、ヴィハーンからは「サンダー」と呼ばれている。
王城とは世界組時代に「プロ志望同盟」を結成した仲であり、井浦とはお互いを「苦労人」と認識しあう仲である。限界を感じていたことから高校限りでの引退を検討し、能京戦の前にはプロ志望同盟の解散を宣言したが、対戦の中で情熱を取り戻してしまったため撤回した。
港（みなと）
3年生。背番号は2。
矢島（やじま）
背番号は3。
ヴィハーン
3年生。背番号は4。褐色の肌と長い髪、濃い眉毛と髭が特徴。山田に誘われカバディの本場インドからはるばる来日した留学生。
中学世界戦にてインド代表のキャプテンとして世界組と対戦し、別格の実力でチーム優勝、個人MVPという好成績を残したスーパースターだったが、プロチームの下部組織に進んでからは実力が急激に伸び悩んでしまう。周囲の期待を裏切ったことが心を蝕み、失意の底にあったのを見かねた山田に誘われた。
現在でも日本の基準ではエース級の攻撃手だが、世界戦当時からは成長どころか劣化しており、腕を使ったプレーがおぼつかず、得意の足技のみに特化せざるを得なくなっている。しかし、能京戦の途中で吹っ切れ、かつての神懸かったプレーを取り戻した。
幼少期にエスコートキッズとして手を繋いで入場した王城の父・直人が「一番楽しそう」にプレーしている姿を見て彼のファンとなった。
船井（ふない）
背番号は5。
橋本（はしもと）
背番号は6。
霞 冬居（かすみ とうい）
2年生。背番号は7。高身長。
山田とは家が隣同士の幼馴染であり、普段は「山田さん」と呼んでいるが、「駿君」と呼ぶこともある。また、カバディを始めたのは山田から強引に誘われたことがきっかけである。
王城たちの1つ下の世代の世界組で、世界組時代の背番号は4。
世界組になる以前の二軍時代には井浦の「優しさと誠実さ」に救われたと語り、宵越と水澄を驚愕させた。
可愛い動物が好きで、霊的なものが苦手。怖がりな性格で、攻撃に出ることを恐れたり、攻撃時の王城を「お化け」や「UMA」、守備時の水澄を「チンピラ」と表現したりする。

### 伯麗IS（はくれいインターナショナルスクール）
世界組の外園が率いる、インターナショナルスクール。
外園 丈治（ほかぞの じょうじ）
3年生。カバディ部主将。背番号は1。金髪とケツアゴが特徴。
世界組の一人で、世界組時代の背番号は7。カバディ選手としては万能型だが、世界組時代にはチームメイトに不破がいたため、自身を「万能型の下位互換」「器用貧乏な脇役」と評しつつ、フェイントの技術を磨くなどの努力を重ねた。
陽気かつ豪快な性格で優れたキャプテンシーを有し、攻守ともに伯麗を引っ張る。
自称「カバディ好きのナイスガイ」。誰に対しても気さくで、初対面かつカバディに無知な安堂に試合の解説を買ってでたり、世界組時代の後輩である右藤や佐倉と並んで他校の試合観戦をすることも。
ローガン
背番号は2。逆立てた髪が特徴。外園と共に他校の試合観戦をすることも。
タイラン
背番号は3。肌が黒く、コーンロウの髪を束ねている。気の強い性格。
唐（とう）
背番号は4。切れ長の眼が特徴。
ホン
背番号は5。肌が黒く、髭を生やしている。
ルーク
1年生。背番号は9。太目の体格。消極的な性格。
チャド
背番号は10。長髪。

### 大山律心高校（おおやまりっしんこうこう）
関東大会決勝リーグ常連の古豪。前年度冬大会では、一回戦で能京を下し二回戦で星海に敗れた。
大和 鉄雄（やまと てつお）
3年生。カバディ部部長。背番号は1。常に微笑むような表情をしているが振る舞いは冷め切っており、不気味なほどに意思が見えない人物。
野球経験者。ポジションはキャッチャーだった。中学では彼の指揮で成功を収めたものの仲間たちは離れていき、高校では「野球より一番になれそうだから」という理由で古豪のカバディ部に入部し、着実に実績を積み上げて部長となった。
カバディ歴は高校からながら見劣りしない高い技術、パワー勝負のできる強靭な肉体、冷徹な判断力と狡猾さを有する絶対的エースであり、世界組を凌ぐほどの実力を持つとの評価もある。他のメンバーが思考を大和に委ねることでチームとして無駄のない動きを可能としている。
立石（たていし）
3年生。背番号は2。濃い眉毛ともみあげが特徴。ラグビー経験者。室井、喜多野兄弟、岩田、金澤とは同じ団地に住む幼馴染。
ラグビー部が中学3年生を前に廃部になってしまい、目標を失ったこと、そして目標を失ったことがショックではなかった自分に打ちひしがれながらただ揃って進学した矢先、大和に勧誘され、「騙されたと思って」という言葉にあえて乗ってカバディ部に入った。大和にはいけ好かない部分もあるが、「騙される」に足る有言実行ぶりを見てきたことで絶対的に信頼を置いている。
室井（むろい）
3年生。背番号は3。ゴツゴツした輪郭が特徴。ラグビー経験者。
喜多野（兄）（きたの（あに））
3年生。背番号は4。左側頭部に剃り込みが入っている。ラグビー経験者。
喜多野（弟）（きたの（おとうと））
3年生。背番号は5。右側頭部に剃り込みが入っている。ラグビー経験者。
岩田（いわた）
3年生。背番号は6。長い下睫毛が特徴。ラグビー経験者。
金澤（かなざわ）
2年生。背番号は7。ヘアバンドをしている。ラグビー経験者。スピードとリーチに秀で、攻撃手の隠し玉として鍛えられていた。
亜川 公継（あがわ きみつぐ）
カバディ部監督。陰気で、目が隠れるほどの長い前髪が特徴。甘い食べ物が好き。
元カバディ日本代表選手。久納とは同期であり、お互いを「栄司君」「亜川ちゃん」と呼び合う。
かつて大学生カバディチームを指導し日本一に導いた経歴を持つ名将。指導者としては久納を圧倒するが、選手としては努力や工夫を重ねてもその類稀なる才能からくる実力に追いつけなかったこともあり、久納に対しては複雑な感情を抱いている。

### その他
水堀 新（みずほり あらた）
カバディ協会会長で、高校大会の運営責任者。
元世界組監督。王城たち「黄金世代」を指導していた。
元カバディ日本代表選手で、直人や一心の後輩、久納や亜川の先輩にあたる。インドのプロリーグで守備手として活躍していた経歴を持つ。
王城 直人（おうじょう なおと）
故人。正人の父。
元カバディ日本代表選手で、水堀や久納、亜川からは「王城先輩」と呼ばれていた。インドのプロリーグで活躍していたが、現在の正人同様カバディのために我が身を顧みない節があり、脳血管障害で死亡していたところを一心に発見された。
畦道の彼女
幼馴染で、畦道のことは「相ちゃん」と呼んでいる。純朴で温厚な性格で、畦道(166cm)より頭半分ほど大きい長身の美人。
たびたび能京の試合を観戦に訪れており出番は少なくないが、名前は不明。
宵越の父
元プロサッカー選手。容姿は息子とよく似ており、合理的で厳格な人物。
息子の才能に強く期待をかけていたため、能京への進学は彼には無断で行われていた。それ自体は事情を鑑みて許容しているが、競技人生にも不都合するカバディへ転向したことには不満を抱き、関東大会決勝戦の直前に現れてサッカーへの復帰を要求。息子の意思と事情を聞いたうえで、決勝に勝つことを条件として引き下がった。
鈴木（すずき）
現世界組監督。
木道（きどう）
世界組の一人で、世界組時代の背番号は9。
三島（みしま）
世界組の一人で、世界組時代の背番号は10。
龍二（りゅうじ）
八代の弟。中学時代、喧嘩相手を病院送りにして警察の世話になった。

## 用語
カバディの用語やルールについての詳細はカバディの記事も参照のこと。
カバディ
インド発祥のスポーツ。各チーム7人（場合によっては5人以上）で攻撃と守備のターンを入れ替えながら戦う。ハーフタイムを挟んだ前後半終了時点で得点の多いチームが勝利となる。
攻撃手（レイダー）
カバディにおいて、攻撃ターン時に相手チームのコートに入り得点の取得を狙うのが主な役割となるプレーヤーのこと。単に攻撃のことは「レイド」という。
守備手（アンティ）
カバディにおいて、守備ターン時に相手チームの攻撃手による得点の取得を阻止するのが主な役割となるプレーヤーのこと。単に守備のことも「アンティ」という。
キャント
攻撃手は「カバディ、カバディ、……」と息継ぎ無しで発声し続けている間だけ攻撃することができ、その発声をキャントという。
タッチ
攻撃手と守備手のお互いの身体（髪、衣服、靴やその他の着用品を含む）が接触すること。
キャッチ
守備手が攻撃手の胴体や四肢を捕らえること。
ストラグル
攻撃手が相手チームのプレーヤーにタッチすること、またはタッチした状態のこと。キャッチによる接触もタッチに含まれる。攻撃手は、ストラグル後に自チームのコートに戻ることができれば攻撃成功となり、タッチした人数分の得点を得られる。逆に、自チームのコートに戻ることができなければ攻撃失敗となり、1失点のうえに自身がコートアウトとなる。攻撃成功時、タッチされた相手チームのプレーヤーはコートアウトとなり、相手チームが得点するまではコート内に戻ることができない。
ローナ
コート内のプレーヤーが全員コートアウトとなった全滅状態のこと。ローナになったチームは、相手チームに2得点を与えたうえで全員がコート内に戻る。また、自チームのコート内人数が2人以下になった場合、チームのキャプテンはローナを宣告することができる。ローナを宣告したチームは、相手チームにコート内人数分の得点とローナによる2得点を与えたうえで全員がコート内に戻る。
ミッドライン
自チームと相手チームのコートの境界にあたるライン。
ボークライン
ミッドラインから一本目のライン。攻撃手は、このラインを越えられなければ1失点となる。
ボーナスライン
ミッドラインから二本目のラインで、ボークラインの奥に位置するライン。攻撃手は、相手チームのコート内人数が6人以上の時、ストラグル前にこのラインを越えられればボーナスで1得点となる。ただし、ボーナスによる得点では自チームのプレーヤーをコートに戻すことはできない。
ロビー
コートの左右両脇にあるエリア。ストラグルまではどのプレーヤーも入ってはならない。入ってしまった場合はコートアウトとなり1失点となる。
サードレイド
作中では、夏大会にて採用された新ルール。無得点攻撃が3ターン続くと1失点となる。
スーパータックル
作中では、夏大会にて採用された新ルール。自チームのコート内人数が3人以下の場合、相手攻撃手の攻撃を失敗させられれば2得点となる。ただし、自チームのプレーヤーは1人しかコートに戻すことはできない。
ファイブレイド
後半終了時点で同点だった場合に行われる延長戦。各チーム5人の攻撃手を交互に送り出し、全ての攻撃終了時点で得点の多いチームが勝利となる。ファイブレイド中は、攻撃失敗などによるコートアウトがないため守備の人数増減がなく、また、ボークラインがボーナスラインの扱いとなる。
タイムアウト
タイムアウト時、プレーヤーはレフェリーの許可なしにコートを出入りしてはならない。
1.テクニカルタイムアウト
各チームが任意で前後半各2回まで取ることができる1回30秒のタイムアウト。
2.メディカルタイムアウト
怪我人が出た場合に応急処置のうえで試合続行可否を判断するタイムアウト。
3.ジャッジングタイムアウト
判定審議のためのタイムアウト。
世界組
作中で、全国中学カバディ選抜選手のうち一軍チームに属していた、または属しているプレーヤーたちのことを指す。高い実力と豊かな経験を有するエリートたちである。特に、正人たちの世代は「黄金世代」と呼ばれるほど猛者揃いであった。

## 書誌情報
- 武蔵野創 『灼熱カバディ』 小学館〈裏少年サンデーコミックス〉、全31巻
  1. 2016年2月12日発売[17]、ISBN 978-4-09-127027-6
  2. 2016年5月12日発売[18]、ISBN 978-4-09-127257-7
  3. 2016年10月12日発売[19]、ISBN 978-4-09-127446-5
  4. 2017年2月17日発売[20]、ISBN 978-4-09-127530-1
  5. 2017年7月12日発売[21]、ISBN 978-4-09-127719-0
  6. 2017年9月19日発売[22]、ISBN 978-4-09-127815-9
  7. 2018年1月12日発売[23]、ISBN 978-4-09-128119-7
  8. 2018年5月18日発売[24]、ISBN 978-4-09-128297-2
  9. 2018年8月17日発売[25]、ISBN 978-4-09-128464-8
  10. 2018年11月12日発売[26]、ISBN 978-4-09-128719-9
  11. 2019年4月19日発売[27]、ISBN 978-4-09-129107-3
  12. 2019年9月12日発売[28]、ISBN 978-4-09-129395-4
  13. 2020年2月12日発売[29]、ISBN 978-4-09-129584-2
  14. 2020年7月10日発売[30]、ISBN 978-4-09-850196-0
  15. 2020年10月12日発売[31]、ISBN 978-4-09-850291-2
  16. 2021年3月18日発売[32]、ISBN 978-4-09-850480-0
  17. 2021年4月12日発売[33]、ISBN 978-4-09-850499-2
  18. 2021年5月12日発売[34]、ISBN 978-4-09-850568-5
  19. 2021年7月12日発売[35]、ISBN 978-4-09-850619-4
  20. 2021年12月17日発売[36]、ISBN 978-4-09-850837-2
  21. 2022年4月19日発売[37]、ISBN 978-4-09-851079-5
  22. 2022年8月10日発売[38]、ISBN 978-4-09-851229-4
  23. 2022年12月12日発売[39]、ISBN 978-4-09-851444-1
  24. 2023年4月18日発売[40]、ISBN 978-4-09-852010-7
  25. 2023年8月9日発売[41]、ISBN 978-4-09-852667-3
  26. 2023年12月12日発売[42]、ISBN 978-4-09-853054-0
  27. 2024年4月11日発売[43]、ISBN 978-4-09-853201-8
  28. 2024年7月11日発売[44]、ISBN 978-4-09-853437-1
  29. 2024年10月10日発売[45]、ISBN 978-4-09-853644-3
  30. 2024年11月12日発売[46]、ISBN 978-4-09-853696-2
  31. 2024年12月19日発売[47]、ISBN 978-4-09-853750-1

## テレビアニメ
2020年7月7日にテレビアニメ化が発表され、2021年4月から6月までテレビ東京ほかにて放送された。

### スタッフ
- 原作 - 武蔵野創[9]
- 監督 - 市川量也[9]
- 監督補佐 - 海江田美幸
- シリーズ構成 - 柿原優子[9]
- キャラクターデザイン - 髙田真理[9]
- 美術監督 - 矢島加奈子
- 撮影監督 - 米屋真一
- 音楽 - 伊藤賢[9]
- 音響監督 - はたしょう二[9]
- 音楽プロデューサー - 西山由希子
- 音楽制作 - トムス・ミュージック
- プロデューサー - 山内未來、松本拓也、佐々木礼子、兼岩元子、西前朱加、林武彦、日暮航輝
- アニメーションプロデューサー - 野村哲史
- アニメーション制作協力 - ドメリカ[9]
- アニメーション制作 - トムス・エンタテインメント[9]
- 製作 - 灼熱カバディ製作委員会

### 主題歌
「FIRE BIRD」
大平峻也によるオープニングテーマ。作詞・作曲は天月-あまつき-と宮田'レフティ'リョウ。編曲は宮田が兼任する。
「Comin' Back」
内田雄馬によるエンディングテーマ。作詞はJuliShono、作曲はErde、DENZIL“DR”REMEDIOS、編曲はErde。
「Break Out」
UZURAによる挿入歌。作詞・作曲・編曲は伊藤賢と辻村有記。

### 各話リスト
| 話数   | サブタイトル         | 脚本       | 絵コンテ            | 演出                | 作画監督 | 総作画監督          | 初放送日      |
| ------ | -------------------- | ---------- | ------------------- | ------------------- | --- | ------------------- | ------------- |
| 第1話  | カバディってなんだよ | 柿原優子   | 海江田美幸          | 海江田美幸          | - | 髙田真理            | 2021年 4月3日 |
| 第2話  | 繋がる男たち         | 柿原優子   | 海江田美幸          | 海江田美幸          | 海江田美幸 大塚麻貴子 | 髙田真理            | 4月10日       |
| 第3話  | 灼熱の世界へ         | 柿原優子   | 唐牛侑美子 金子拓磨 | 海江田美幸          | 海江田美幸 田中栞莉 大塚麻貴子 | 髙田真理            | 4月17日       |
| 第4話  | 最強のレイダー       | 柿原優子   | 折笠真由美 植竹茉奈 | 矢島加奈子 植竹茉奈 | 海江田美幸 田中栞莉 大塚麻貴子 大西佑希 Rim sun hee Kim jung soon Jo Hye Jung BUS                                                                                           | 髙田真理            | 4月24日       |
| 第5話  | 試合開始ィ!!!        | 後藤みどり | 深田明日香 飯田祐輝 | 植竹茉奈 金子拓磨   | 大塚麻貴子 田中栞莉 村上達也 矢島加奈子 古川美沙季 佐藤久美 誠宇動画 | 髙田真理            | 5月1日        |
| 第6話  | 追撃×反撃            | 柿原優子   | 海江田美幸          | 海江田美幸          | Jo Hye Jung | 髙田真理 海江田美幸 | 5月8日        |
| 第7話  | STRUGGLE             | 柿原優子   | 海江田美幸          | 海江田美幸          | 田中栞莉 大塚麻貴子 曺惠正 朴領熙 任善熙 | 髙田真理 海江田美幸 | 5月15日       |
| 第8話  | 入部希望             | 後藤みどり | 植竹茉奈            | 植竹茉奈            | 田中栞莉 大塚麻貴子 清水朱音 高垣まりあ 村上達也 古川美沙季 渡邊裕太 Kim jin gi Jo Hye Jung Kim jung soon                                                                   | 髙田真理            | 5月22日       |
| 第9話  | 意地の勝負           | 後藤みどり | 西本由紀夫          | 植竹茉奈 金子拓磨   | 松浦有紗 清水朱音 高垣まりあ 古川美沙季 村上達也 佐藤久美 田中栞莉 大塚麻貴子 関絵理奈 張民浩                                                                               | 髙田真理            | 5月29日       |
| 第10話 | エースだから         | 柿原優子   | 高木真司            | 矢島加奈子          | 関絵理奈 清水朱音 矢島加奈子 高垣まりあ 田中栞莉 大塚麻貴子 陳潔瓊 杜偉峰 誠宇動画                                                                                          | 髙田真理            | 6月5日        |
| 第11話 | 目指す方向           | 後藤みどり | 高木真司            | 植竹茉奈 矢島加奈子 | 田中栞莉 高垣まりあ 大塚麻貴子 関絵理奈 及川雄大 古川美沙季 村上達也 佐藤久美 Jo Hye Jung Park young hee Kim jin gi Kim jung soon Lee sung jae Jung woo young Lee dong hoon | 髙田真理            | 6月12日       |
| 第12話 | 全て出し尽くした先に | 柿原優子   | 髙田真理            | 海江田美幸          | 海江田美幸 田中栞莉 大塚麻貴子 Jo Hye Jung Park young hee Kim jin gi Kim jung soon Lee sung jae Jung woo young Lee dong hoon                                                | 髙田真理            | 6月19日       |

### 放送局
| 放送期間               | 放送時間                     | 放送局       | 対象地域 | 備考                                 |
| ---------------------- | ---------------------------- | ------------ | -------- | ------------------------------------ |
| 2021年4月3日 - 6月19日 | 土曜 1:23 - 1:53（金曜深夜） | テレビ東京   | 東京都   | 製作参加                             |
|                        | 土曜 2:05 - 2:35（金曜深夜） | テレビ愛知   | 愛知県   |                                      |
|                        | 土曜 2:10 - 2:40（金曜深夜） | テレビ大阪   | 大阪府   |                                      |
| 2021年4月4日 - 6月20日 | 日曜 22:30 - 23:00           | AT-X         | 日本全域 | CS放送 / 字幕放送 / リピート放送あり |
| 2021年4月23日 -        | 金曜 1:18 - 1:48（木曜深夜） | 長崎文化放送 | 長崎県   | 『あに。』枠                         |

| 配信開始日    | 配信時間        | 配信サイト |
| ------------- | --------------- | --- |
| 2021年4月3日  | 土曜 12:00 更新 | Paravi Hulu ビデオマーケット music.jp DMM.com GYAO!ストア HAPPY!動画 Rakuten TV J:COMオンデマンド TELASA みるプラス ニコニコチャンネル ひかりTV Google Play Amazon Prime Video |
| 2021年4月6日  | 火曜 12:00 更新 | バンダイチャンネル ムービーフルplus dTV U-NEXT dアニメストア Netflix |
|               | 火曜 19:00 更新 | TSUTAYA TV |
| 2021年4月15日 | 木曜 12:00 更新 | ふらっと動画 |

### BD
| 巻 | 発売日       | 収録話         | 規格品番  |
| -- | ------------ | -------------- | --------- |
| 1  | 2021年7月2日 | 第1話 - 第4話  | BIXA-1331 |
| 2  | 2021年8月4日 | 第5話 - 第8話  | BIXA-1332 |
| 3  | 2021年9月3日 | 第9話 - 第12話 | BIXA-1333 |

| テレビ東京 土曜 1:23 - 1:53（金曜深夜） | テレビ東京 土曜 1:23 - 1:53（金曜深夜） | テレビ東京 土曜 1:23 - 1:53（金曜深夜） |
| 前番組                                  | 番組名                                  | 次番組                                  |
| --------------------------------------- | --------------------------------------- | --------------------------------------- |
| キングスレイド 意志を継ぐものたち       | 灼熱カバディ                            | 八月のシンデレラナイン2021              |

## 舞台
『舞台「灼熱カバディ」』というタイトルで、2022年2月18日から27日にシアター1010にて上演された。2月18日初日公演および2月27日千穐楽公演は、特典映像が異なる3つのプラットフォーム（DMM.com、ファンキャス、Confetti）にて生配信および2022年3月13日までディレイ配信された。
舞台上でのカバディ動作は、「演劇の技術でカバディをやるのではなく、カバディの技術で演劇をやる。」というコンセプトで構成。全身でキャッチしにいく守備動作、キャッチ時の振動や回転、意表をつくような攻撃動作など、すべて役者本人の肉体のみで表現しており、役者を追い込む演出となっている。

### スタッフ（舞台）
- 原作 - 武蔵野創
- 演出 - 西田シャトナー
- 脚本 - 久保田唱
- 音楽 - こおろぎ
- アクション指導 - HAYATE
- カバディ指導 - 下川正將
- 振付 - bable
- 歌唱指導 - 茂木理
- 舞台監督 - 藤田有紀彦
- 美術 - たにがきいくこ
- 照明 - 加藤学
- 音響 - 谷井貞仁
- 衣裳 - 雲出三緒
- ヘアメイク - 車谷結
- 演出助手 - 高橋将貴
- 主催 - 舞台灼熱カバディ製作委員会